# Jakob Blåbjerg
Jakob Blåbjerg Mathiasen (* 11. Januar 1995 in Aalborg) ist ein ehemaliger dänischer Fußballspieler. Er verbrachte den Großteil seiner Karriere bei Aalborg BK und war Nachwuchsnationalspieler seines Landes.

## Karriere

### Verein
Jakob Blåbjerg begann mit dem Fußballspielen beim Vejgaard Boldspilklub und wechselte später in die Jugendakademie des Partnervereins Aalborg BK. Am 1. März 2013 wurde er bei der 2:3-Niederlage im Auswärtsspiel am 21. Spieltag der Superliga 2012/13 gegen Silkeborg IF erstmals in einem Punktspiel eingesetzt. Während Aalborg BK sich zum Ende der betreffenden Saison für das internationale Geschäft qualifizierte, sicherten sie sich eine Saison später die dänische Meisterschaft und den dänischen Pokal, wobei Blåbjerg zu keinem Einsatz gekommen war. In den Saisons 2014/15, 2015/16, 2016/17 und 2017/18 wurde die Teilnahme am internationalen Wettbewerb verfehlt, wobei Blåbjerg in jeder Saison regelmäßig eingesetzt wurde. Nachdem er die ersten acht Spiele der Saison 2018/19 jeweils in der Startaufstellung stand, kam er anschließend jedoch nur noch sporadisch zum Einsatz.
Im September 2019 wurde er für den Rest der Saison an den Zweitligisten Vendsyssel FF ausgeliehen.
Nach Ablauf der Leihe erklärte Blåbjerg im Sommer 2020 im Alter von 25 Jahren das Ende seiner Spielerkarriere.

### Nationalmannschaft
Blåbjerg spielte in sieben Partien für die dänische U-16-Nationalmannschaft, in zwölf für die U-17, in zwei für die U-18-Auswahl, in zehn für die U-19-Nationalmannschaft und in drei für die U-20. Am 27. März 2015 kam er bei der 0:2-Niederlage im Testspiel in Istanbul gegen die Türkei erstmals für die dänische U-21-Nationalmannschaft zum Einsatz. Bei der U-21-Fußball-Europameisterschaft 2017 in Polen gehörte Blåbjerg zum dänischen Kader und kam in zwei Partien zum Einsatz; die dänische U-21 schied nach der Gruppenphase aus.
Im Sommer 2016 gehörte er der dänischen Auswahlmannschaft bei den Olympischen Sommerspielen in Rio de Janeiro an. Dort kam er in allen vier Spielen des Turniers zum Einsatz, ehe die Mannschaft im Viertelfinale ausschied.